# Hôtel Aldrovandi Villa Borghese
L'Aldrovandi Villa Borghese est un hôtel de luxe 5 étoiles situé en bordure de la Villa Borghèse à Rome.
Il est membre de The Leading Hotels of The World. Il est adjacent au Bioparco, le zoo de Rome, situé sur la partie originale de la Villa Borghese.

## Histoire
Avant de devenir un hôtel (en 1981), ce palais de style humbertin de la fin du XIXe siècle a accueilli l'Istituto Cabrini, un prestigieux collège de jeunes demoiselles, géré par la congrégation des Sœurs missionnaires du Sacré-Cœur, et fréquentée par des élèves issus principalement de l'aristocratie.
Le nom de l'hôtel est une combinaison du nom de la rue "Via Ulisse Aldrovandi" - en l'honneur du naturaliste italien Ulisse Aldrovandi - et du nom de la proche Villa Borghese.

## Histoire familiale
Aldrovandi Villa Borghese appartient à une famille qui en a la propriété. Avant de devenir directeur général de l'hôtel, Ugo Ossani a été Directeur des Ventes et du Marketing et son Directeur général.

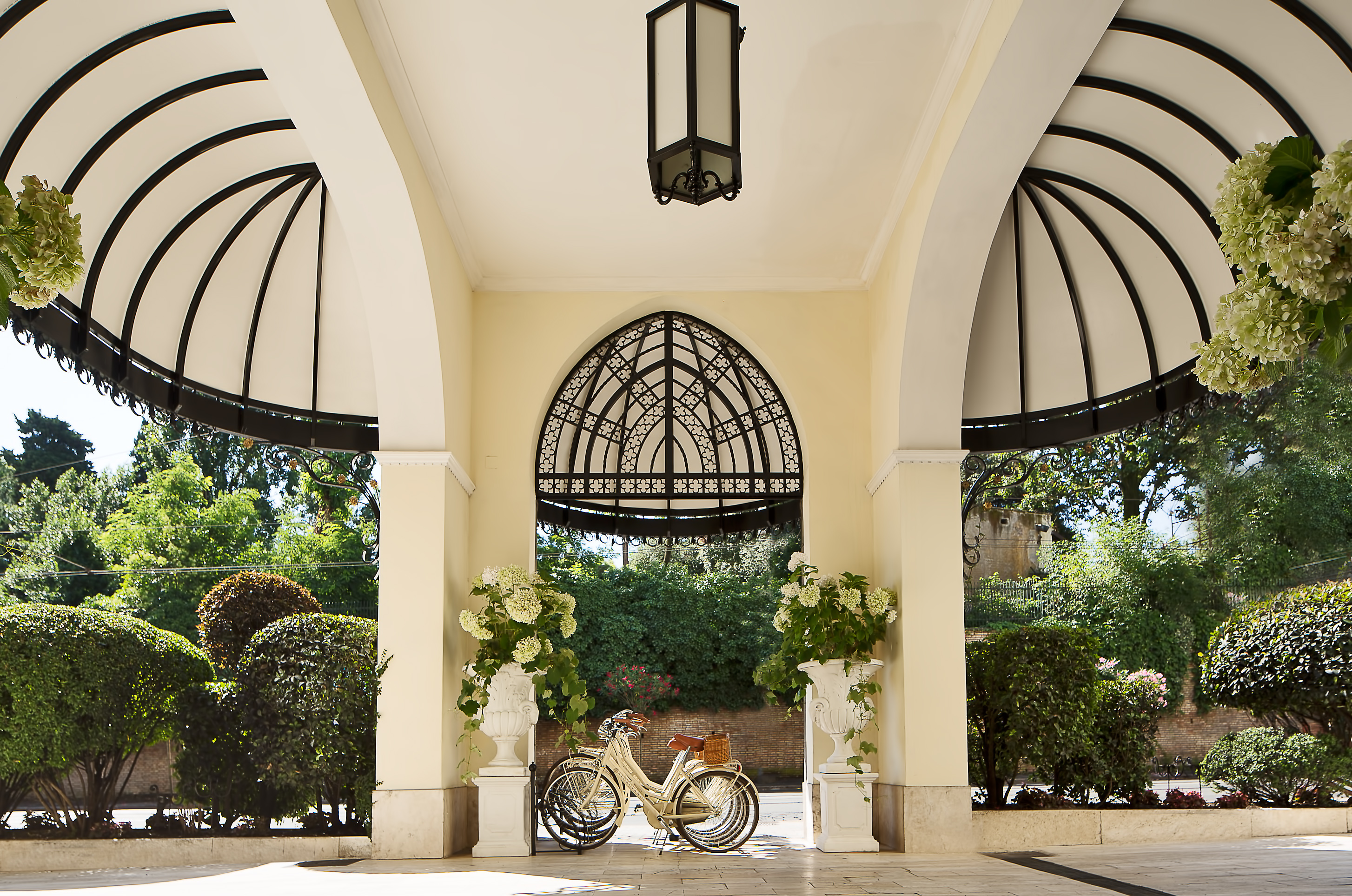
Aldrovandi
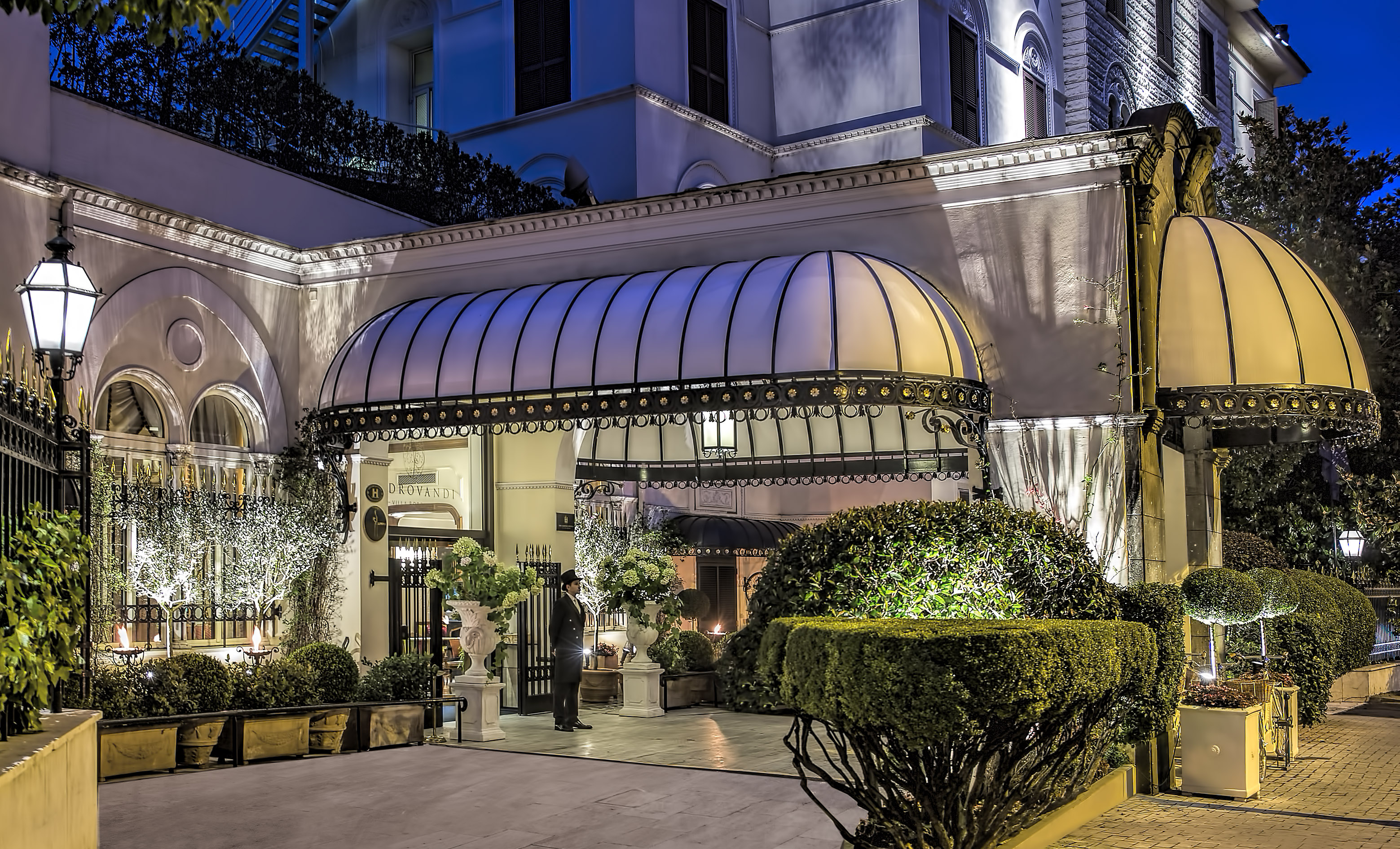
Entrée principale

## Caractéristiques
L'hôtel dispose de 92 chambres et 16 suites, deux restaurants, deux bars, une piscine extérieure, des jardins privés, neuf salles de réunion et de banquet. En 2011, le Guide Michelin a décerné deux étoiles à son Restaurant Oliver Glowig.
En 2014, Aldrovandi Villa Borghese a ouvert en collaboration avec la marque de cosmétiques de haut de gamme La Mer un tout nouveau spa.